# Кайнганг
Кайнганг (самоназвание kaingang, kangag; ранее назывались гуайана, гойана, короадо, коронадо, гуанана, гуалачос, чикуи, кабеллудо, таин, тайен, тавен, гуалачи, ингаин и др.) — индейский народ группы южных же на юге Бразилии (штаты Сан-Паулу, Парана, Санта-Катарина и Риу-Гранди-ду-Сул) и крайнем северо-востоке Аргентины (провинция Мисьонес).
Численность в Бразилии 26 тыс. чел., Аргентине 2 тыс. чел. (2006, оценка). Образуют свыше 30 официально признанных или находящихся в процессе признания общин (индейских территорий — TI). Живут также в городах (Порто-Алегре, Шапеко и др.).
Язык каинганг южной ветви семьи языков же. Существует 5 диалектов:
- в штате Сан-Паулу — в между рр. Тиете и Паранапанема;
- в штате Парана — между рр. Паранапанема и Игуасу;
- центральный — в штате Санта-Катарина между рр. Игуасу и Уругвай;
- юго-западный — в штате Риу-Гранди-ду-Сул между р. Уругвай на западе и р. Пасу-Фунду;
- юго-восточный — к востоку от р. Пасу-Фунду.

Письменность на основе латинской графики. Большинство кайнганг говорят также на португальском яз. Ок. 60 % — христиане (протестанты и католики), остальные сохраняют традиционные верования.

## История
До кон. XIX в. объединялись с шокленг.
Первые контакты с европейцами (португальцами) с XVI в. Постоянные контакты с пришлым населением с XVIII в. Некоторые общины кайнганг оказывали вооружённое сопротивление проникающим на их территорию колонистам до 1912 (Сан-Паулу) и 1930 (Парана).

## Традиционная культура
Традиционная культура типична для индейцев тропических лесов Южной Америки. Занимались подсечно-огневым земледелием, охотой, рыболовством и собирательством.
Традиционное оружие — лук (длина 210—240 см, иногда до 270 см) со стрелами с наконечниками из костей и бамбука, копьё. Изготавливают ожерелья из семян деревьев, зубов обезьян, когтей ягуара и др., занимаются плетением (решёта, корзины, рыболовные ловушки), ранее делали глиняную посуду.
Делятся на экзогамные патрилинейные половины Каме и Каиру. Брак уксорилокальный. Счёт родства патрилинейный. Выборный вождь («капитан») и его главный помощник должны принадлежать к разным половинам. Другие помощники вождя отвечают за урегулирование конкретных проблем, связанных с правонарушениями (мелким воровством, пьянством, непочтительным отношением к власти и т. д.); наказания (привязывание к дереву, общественные работы внутри общины, за тяжкие проступки — отлучение от общины) определяются вождём и могут осуществляться только членами половины провинившегося.
Основные мифологические персонажи — братья — демиурги культурные герои Каме и Каиру (Солнце соотносится с Каме, Луна — с Каиру; Каме всегда первый, свои творения доводит до совершенства, Каиру — неуклюжий в своих попытках подражания Каме). До 1940-х гг. был распространён поминальный праздник Кикикои (ныне в полной форме исполняется только в TI Хапеко в Санта-Катарина), длившийся несколько месяцев (в ритуале используется хмельной напиток кики, приготовляемый из мёда). Развит шаманизм (в основном мужской).
Современные кайнганг заняты земледелием и традиционными ремёслами на продажу, работают по найму в сельском хозяйстве и в городах (в том числе в региональных представительствах ФУНАИ — Национального фонда индейцев). В 1990-е гг. созданы Советы касиков, координирующие отношения с правительствами штатов, и общественные организации кайнганг, отстаивающие их права на потерянные ранее традиционные земли.